# Ментор Родосский
Ментор (ок. 385 года до н. э., Родос — 340 до н. э.) — греческий военачальник, служивший в персидской армии царя Артаксеркса III.
Ментор, как и его младший брат Мемнон, был выходцем с острова Родоса.
Вместе с братом Ментор служил персидскому сатрапу Фригии Артабазу II, получил в управление Троаду. В 362 году до н. э. персидские сатрапы, включая Артабаза, подняли восстание против царя Артаксеркса III. Восстание было подавлено, и в 353 году до н. э. Артабаз и Мемнон бежали в Македонию ко двору македонского царя Филиппа II. Однако Ментор вскоре отправился в Египет на службу к фараону Нектанебу II, где принял командование над греческими наёмниками. В 346 году фараон Нектанеб II послал на помощь восставшим против Ахеменидов финикийцам Ментора с 4-тысячным отрядом греческих наёмников, однако Ментор тайно смог договориться с Артаксерксом и вместе со всем отрядом перешёл на сторону персидского царя. Артаксеркс по всей видимости даровал прощение Ментору за предыдущие выступления против его власти, и позднее приказал ему захватить Египет, который ранее отпал от державы Ахеменидов. После долгой борьбы Ментор в 343 году до н. э. смог завоевать Египет и закрепить над ним контроль персов. После этого Ментор был повышен в должности и дальше боролся против антиперсидских мятежников в Малой Азии. Он также помог Артабазу и своему брату вернуться обратно в Азию.
В 340 году до н. э. Ментор скончался, и его заместил Мемнон, который женился на его вдове Барсине. Дочь Ментора стала позже женой Неарха.